# Мантуриха (селище)
Мантуриха (рос. Мантуриха) — селище Кабанського району, Бурятії Росії. Входить до складу Міського поселення Бабушкінське.
Населення — 84 особи (2015 рік).